# Кречунелу-де-Жос
Кречунелу-де-Жос (рум. Crăciunelu de Jos) — комуна у повіті Алба в Румунії. До складу комуни входить єдине село Кречунелу-де-Жос.
Комуна розташована на відстані 261 км на північний захід від Бухареста, 22 км на північний схід від Алба-Юлії, 69 км на південь від Клуж-Напоки, 148 км на північний захід від Брашова.

## Населення
За даними перепису населення 2002 року у комуні проживали 4392 особи.
Національний склад населення комуни:
| Національність | Кількість осіб | Відсоток |
| -------------- | -------------- | -------- |
| румуни         | 3625           | 82,5%    |
| угорці         | 704            | 16,0%    |
| цигани         | 63             | 1,4%     |

Рідною мовою назвали:
| Мова      | Кількість осіб | Відсоток |
| --------- | -------------- | -------- |
| румунська | 3736           | 85,1%    |
| угорська  | 656            | 14,9%    |

Склад населення комуни за віросповіданням:
| Релігія        | Кількість осіб | Відсоток |
| -------------- | -------------- | -------- |
| православні    | 3456           | 78,7%    |
| реформати      | 659            | 15,0%    |
| греко-католики | 176            | 4,0%     |
| баптисти       | 73             | 1,7%     |
| п'ятдесятники  | 22             | 0,5%     |
| римо-католики  | 5              | 0,1%     |

## Зовнішні посилання
- Дані про комуну Кречунелу-де-Жос на сайті Ghidul Primăriilor [Архівовано 16 січня 2013 у Wayback Machine.]